# ريونيغرو أغيلاس
ريونيغرو أغيلاس  (بالإسبانية: Rionegro Águilas) هو نادي كرة قدم كولومبي.